# Heartland – Paradies für Pferde
Heartland – Paradies für Pferde ist eine kanadische Fernsehserie, die auf der gleichnamigen Buchreihe von Lauren Brooke beruht. Die Serie wird seit dem 14. Oktober 2007 auf dem kanadischen Sender CBC Television ausgestrahlt, mittlerweile umfasst sie achtzehn Staffeln mit über 250 Episoden. Sie ist damit die bis dato am längsten laufende einstündige Dramaserie in Kanada.

## Handlung
Mittelpunkt der Handlung ist die Pferderanch „Heartland“, auf der vernachlässigte oder misshandelte Pferde mittels alternativer Heilmethoden therapiert werden. Nach dem tragischen Tod von Marion Fleming bemühen sich ihre Töchter Amy und Lou zusammen mit ihrem Großvater Jack Bartlett, den drohenden finanziellen Ruin von der Farm abzuwenden und das Erbe ihrer Mutter zu bewahren.
Die erste Staffel beginnt mit dem Autounfall, als die Mutter der 15-jährigen Amy Fleming bei der Rettungsaktion um den verwahrlosten Hengst Spartan tödlich verunglückt. Als Amy aufgrund der schweren Verletzungen im Krankenhaus aus dem Koma wieder aufwacht, erfährt sie, dass ihre Mutter bei dem Unfall ums Leben gekommen ist. Daraufhin bricht eine Welt für sie zusammen.
Von nun an trägt Amy die ganze Verantwortung für die Pferde allein. Bei dieser schweren Aufgabe wird sie von ihrem Großvater Jack Bartlett und dem Stallburschen Ty Borden, der neu auf die Ranch gekommen ist, unterstützt. Auch Amys ältere Schwester Lou reist aus New York an, um die Finanzen zu regeln und ihrer Familie beizustehen. Im Laufe der Zeit behandelt die 15-Jährige viele traumatisierte Pferde, unter anderem die Stute Promise, die sich aus unerklärlichen Gründen nicht satteln lässt, und das ehemalige Rennpferd Gallant Prince, das nach einem Stallbrand niemanden mehr in seine Nähe lässt.
Um die Ranch vor dem Bankrott zu retten, organisiert Lou einen „Tag der offenen Tür“ und dreht einen Werbespot – mit Erfolg. Ihre Bemühungen zahlen sich aus. Als ein ehemaliger Angestellter ihres Vaters aus Rache den Stall in Brand setzt, wird der Familie Fleming bewusst, dass die Personen in ihrem Umfeld sie nicht im Stich lassen. Viele Freunde kommen, um beim Wiederaufbau des abgebrannten Stalls zu helfen. Der Brand ist nur eines der vielen Hindernisse, die Amy und ihre Familie im Laufe der Zeit vor große Herausforderungen stellen.

## Figuren

### Hauptfiguren
Amy Fleming
Amy ist erst 15 Jahre alt, als sie mit ihrer Mutter einen Autounfall hat, dabei verunglückt ihre Mutter tödlich, Amy wird verletzt und fällt ins Koma. Als sie aus dem Koma erwacht, erfährt sie von dem Schicksal ihrer Mutter. Amy versucht, über den Tod hinwegzukommen und will das Pferd, welches Amy und ihre Mutter gerettet haben, heilen, denn „Spartan“ trägt von dem Autounfall psychische Störungen davon. Amy gelingt es, dem Pferd zu helfen, denn sie hat die Gabe, Pferde verstehen und heilen zu können, von ihrer Mutter geerbt. Amy entschließt sich dazu, die Pferderanch Heartland, auf der schwer traumatisierten Pferden geholfen wird, weiter zu führen und versucht fortan, Arbeit auf der Ranch und Schule unter einen Hut zu bekommen. Unterstützt wird sie dabei von ihrem Großvater Jack, ihrer Schwester Lou und Ty, der auf Bewährung auf der Ranch arbeitet. Zwischen Ty und Amy entwickelt sich eine Beziehung. Nach einigen überwunden Hindernissen heiraten die beiden schließlich am Ende von Staffel 8 und fliegen gemeinsam in die Flitterwochen nach Frankreich (ein Hochzeitsgeschenk der Familie). Am Ende von Staffel 9 erzählt Amy Ty, dass sie schwanger ist, und in Staffel 10 kriegt sie ein Kind.
Samantha Louise „Lou“ Fleming-Morris
Lou ist die ältere Schwester von Amy. Sie ist auf Heartland aufgewachsen und war für einige Jahre in New York. Nach dem Tod ihrer Mutter kommt sie vorübergehend zurück nach Heartland, um sich um die Finanzen zu kümmern und den finanziellen Ruin von der Ranch abzuwenden. Als sie jedoch von ihrem Freund aus New York manipuliert wird, damit sie wieder in die Geschäftswelt zurückkehrt, trifft sie eine dauerhafte Entscheidung. Lou und Amy nähern sich mit der Zeit wieder einander an und schaffen es gemeinsam, die Ranch zu retten. Später gründet sie zusammen mit ihrem Vater eine Ferienranch auf Heartland und lernt Peter Morris kennen, den Besitzer einer Öl-Firma. Peter und Lou heiraten und ziehen für eine Weile nach Dubai. Doch dort fühlt sich Lou wie in einem goldenen Käfig und sie kehrt nach Heartland zurück. Als die Firma von Peter bankrottgeht, kommt auch er nach Heartland und die beiden bekommen ein Kind, die kleine Catherine Marion Minnie Fleming Morris. Zu dritt möchten sie eine eigene Familie gründen, doch das gekaufte Haus brennt nieder. Später adoptieren Lou und Peter gemeinsam Georgina „Georgie“. Lou und Peter durchleben eine Ehekrise und entscheiden sich dazu sich freundschaftlich zu trennen.
Jackson „Jack“ Bartlett
Jack, einst ein erfolgreicher Rodeoreiter, ist der Großvater von Amy und Lou. Nach dem Tod seiner Tochter Marion versucht er, alle anfallenden Arbeiten trotz seiner Arthrose auf der Heartland-Ranch zu übernehmen und seinen Enkelinnen mit Rat und Tat zur Seite zu stehen. Doch die plötzliche Rückkehr seines Schwiegersohnes Tim kann er nicht gutheißen, da dieser in seinen Augen als Vater versagt hat. Dem Jugendlichen Ty hingegen bietet er eine Chance, seine Bewährungsauflage als Stallbursche auf der Ranch zu erfüllen. Die Beziehung zwischen ihm und Ty wird immer stärker und Jack hilft ihm aus einigen schwierigen Lagen heraus. Jack verlobt sich mit Lisa Stillman, doch nach einigen Missverständnissen legen sie eine Beziehungspause ein. Die beiden näheren sich allerdings wieder an und entscheiden sich schlussendlich doch – heimlich – zu heiraten, lediglich Tim erfuhr von den Plänen des Paares.
Ty Borden
Ty gilt als Jugendstraftäter, weil er seine Mutter vor weiterer häuslicher Gewalt seines Stiefvaters beschützen wollte. Unter Bewährungsauflagen darf er auf der Heartland-Ranch arbeiten, wo er nach und nach die Arbeit mit Pferden erlernt. Jack hilft ihm dabei, einen Neuanfang zu starten, und gegenüber Amy kann er sich allmählich öffnen. Er öffnet sich Amys Methoden und geht ihr immer wieder zur Hand. Auf einer Auktion erwirbt er sein Pferd „Harley“. Nach anfänglichen Schwierigkeiten kommen Ty und Amy schließlich zusammen und er schenkt ihr einen Freundschaftsring. Ty beginnt ein Studium der Veterinärmedizin und arbeitet gemeinsam mit Scott, dem Tierarzt, in dessen Tierklinik um praktische Erfahrung zu sammeln. Später verloben sich Ty und Amy offiziell und heiraten. Später am Ende von Staffel 9 erzählt Amy Ty, dass sie schwanger ist. Er stirbt am Anfang der 14 Staffel.
Mallory Wells
Die erst zwölfjährige Mallory lebt in der Nähe der Ranch bei ihren Eltern, kommt jedoch sehr häufig zu Besuch, insbesondere um ihr Lieblingspferd Copper zu sehen. Ihre Eltern sind Country-Musiker, doch während ihrer Tournee will sie Mallory nicht begleiten und bittet Jack, währenddessen auf Heartland bleiben zu dürfen. Zwischendurch wird sie in ein Internat geschickt, von dem sie jedoch flüchtet, um wieder auf Heartland zu leben. Sie ist das „liebe kleine Plappermaul“ der Ranch, aber fühlt sich oft zu niemandem zugehörig und nicht wahrgenommen. Zunehmend wird ihr Leben von der Highschool geprägt: Jungs, falsche Freundinnen usw.
Tim Fleming
Tim Flemming erlitt beim Rodeo mit seinem Pferd Pegasus einst einen schweren Unfall. Daraufhin verfiel er dem Alkohol und Tabletten. Aufgrund dessen ließ sich seine Frau Marion von ihm scheiden und Jack ließ keinen Kontakt zu seinen Töchtern Amy und Lou zu. Nach dem Unfall seiner Exfrau beginnt er jedoch wieder um die beiden zu kämpfen. Er baut zu seiner ganzen Familie wieder ein gutes Verhältnis auf.
Er widmet sich dem Pferderennen und unterhält einige Rennpferde. Dabei lernt er Jocky Janice kennen und beginnt eine Beziehung mit ihr. Als er Janice jedoch aus den falschen Gründen bittet seine Frau zu werden, verlässt ihn diese. Tim erfährt von einer ehemaligen Geliebten, dass er und sie einen gemeinsamen elfjährigen Sohn (Shane) haben. Nachdem er bereits einen großen Teil von dem Leben seiner Töchter verpasst hat, kämpft er nun um seinen Sohn und beginnt erneut ein Verhältnis mit Shanes Mutter.
Scott Cardinal
Scott ist der ansässige Tierarzt und seit langem ein enger Freund der Familie. Auch er war einmal Jugendstraftäter und arbeitete auf der Ranch. Er kennt und schätzt die alternativen Heilmethoden, die auf Heartland angewendet werden. Das Wiedersehen mit Lou lässt seine früheren Gefühle für sie wieder aufleben. Zunehmend erfährt man etwas über seine Kindheit, so war sein Großvater Stammesältester, jedoch hatten die beiden zum Ende hin kein besonders gutes Verhältnis.
Ashley Stanton
Ashley ist eine Mitschülerin von Amy und im Showspringen ihre größte Konkurrentin. Sie lässt keine Gelegenheit aus, über die Heartland-Ranch herzuziehen. Auf dem großen Gestüt ihrer Mutter allerdings herrschen strenge Methoden und trotz aller Anstrengung kann sie es ihrer ehrgeizigen Mutter nie recht machen. Im Laufe der Zeit freunden sich Amy und Ashley jedoch an und unterstützen sich gegenseitig. Als der Druck ihrer Mutter zu stark wird, zieht sie zu Caleb in den Wohnwagen und die beiden heiraten mit einigen Schwierigkeiten. Als sich das Verhältnis zu ihrer Mutter bessert, zieht sie auf einen Campus in British Columbia, um dort ihren Highschool-Abschluss nachzuholen und anschließend ein Studium zu absolvieren. Dies ist das Ende ihrer Ehe mit Caleb.
Caleb O’Dell
Caleb arbeitet unter anderem auf der Ranch, um neben dem Rodeo Geld zu verdienen. Eine Zeitlang führte er eine Beziehung mit Amy, die jedoch dieselben Gefühle für Ty hatte wie er für Ashley. Er heiratet Ashley und lebte mit ihr in seinem Trailer. Nach einigen Schwierigkeiten wollte er sein Pferd „Shorty“ verkaufen und mit dem Rodeoreiten aufhören. Tim hielt ihn davon ab. Er und Ashley haben Geldprobleme, doch Caleb ist zu stolz, um das Geld von Ashleys Mutter anzunehmen. Letztendlich kauft Ashleys Mutter das Grundstück, auf dem der Trailer steht, und die beiden dürfen dort wohnen bleiben. Nachdem seine Ehe zu Bruch geht, arbeitet er wieder auf Heartland und freundet sich mit Lou an. Diese muss ihm jedoch bald erklären, dass sie keine Gefühle für ihn hegt. Er wird Vater, mit seiner Ehefrau Cassandra.
Lisa Stillman
Lisa ist eine der reichsten Frauen in Hudson, ihr gehört die Vollblutzucht „Fairfield“. Ihr wird nachgesagt, sie sei in gewisser Weise selbst ein Vollblut, weil sie recht aufbrausend sein kann und einen Hang dazu hat, sich einzumischen. Nachdem sie ihren Neffen zeitweise auf Heartland gelassen hatte, entwickelt sich eine Beziehung zwischen ihr und Jack. Sie verloben sich sogar, aber entscheiden sich, Lou den Vortritt mit ihrer Hochzeit zu lassen. Jack und Lisa trennen sich eine Zeit lang und Lisa zieht nach Frankreich. Doch nach einiger Zeit kommt sie zurück, um ihren Stall „Fairfield“ zu verkaufen. Sie und Jack wollen ihr Pferd „Cinders“ wegbringen, doch das Benzin geht ihnen aus. Sie müssen im Wald übernachten und nähern sich wieder an. Am Ende kommen sie dann doch wieder zusammen. Sie wird die Patentante von Lous Tochter Cathie. In Staffel 7 heiraten Jack und Lisa schließlich aber doch; allerdings geht es auch hier nicht ohne Komplikationen, da sie es über Monate hinweg den anderen verschweigen. Nur Tim wusste es, da er bei der Hochzeit dabei war (Sie wollten es nicht, aber er hat Wind davon bekommen und ist einfach aufgetaucht). Eines Abends verplappert sich Tim dann und eine Familienkrise scheint kurz bevor zu stehen.
Soraya Duval
Soraya ist die beste Freundin von Amy und arbeitet in dem Diner ihrer Mutter. Sie ist eine gute Seele und packt überall mit an, zumal sie sich mit nahezu jedem versteht. Allerdings hat sie öfter Pech in der Liebe. Erst lässt Ben sie abblitzen, dann betrügt Chase sie mit ihrer besten Freundin. Doch davon lässt sich Soraya natürlich nicht unterkriegen. So springt sie für Lou als Teil-Geschäftsführerin der Ferienranch ein, während diese mit Peter in Dubai lebt. Soraya beginnt ein Studium an der Universität von Calgary, zieht später allerdings zu ihrem Freund Dillon nach London.
Peter Walter Morris
Peter Walter Morris kommt in Staffel 2 in die Serie. Lou und Peter lernen sich kennen und finden nach anfänglichen Schwierigkeiten zueinander. Er geht nach der Hochzeit von Lou und ihm mit ihr nach Dubai, um dort einen großen Deal seiner Firma über die Bühne zu bringen. Lou aber hält es nicht aus und so kommen beide nach Heartland zurück. Peters Firma geht kurz darauf aber Pleite und Peter findet lange keinen Job. Als er einen in Vancouver findet und immer pendelt, geht seine Ehe mit Lou langsam aber sicher den Bach hinunter.
Georgina „Georgie“
Georgies Eltern starben bei einem Auto Unfall, als sie drei war. Sie wurde seitdem von einer Pflegefamilie zur nächsten gereicht. Ihr älterer Bruder Jeffrey kann aufgrund seiner eigenen Lebenssituation keine Verantwortung für sie übernehmen.
Auf der Flucht vor einer weiteren Pflegefamilie kommt sie nach Heartland. Als Clint kommt, um sie abzuholen, haben Amy und Jack Mitleid und nehmen Georgie vorübergehend auf. Sie wächst allen ans Herz und beginnt sich auf Heartland wohlzufühlen. Sie baut eine enge Bindung zu einem Schimmel auf, der sich nur von ihr reiten lässt. Amy trainiert sie und Phoenix für Showspringen und Georgie findet einen Hund, um den sie sich kümmert.
Jack bewirbt sich als Adoptivvater für Georgie, wird jedoch wegen seines hohen Alters abgelehnt. In letzter Sekunde adoptieren Lou und Peter Georgie und sie bleibt auf Heartland. Langsam baut sie zu Lou eine gute Beziehung auf. Kurz von ihrem Geburtstag kommt ihr Bruder, der nun einen Job und Geld hat, um Georgie zu „retten“. Aus schlechtem Gewissen ist Georgie kurz davor, mit ihrem Bruder mitzukommen, jedoch erkennt dieser schlussendlich, dass es Georgie auf Heartland besser geht als bei ihm.

### Nebenfiguren
Marion Bartlett Fleming
Marion ist Amys und Lous Mutter, außerdem eine Pferdetrainerin, die viel Wert auf alternative Heilmethoden legt. Sie ist die Ex-Frau von Tim Fleming und hat ihn bis zu ihrem Ende geliebt, auch wenn sie von anderen Männern umworben wurde. Sie starb bei der Rettung des Pferdes Spartan.
Clint Riley
Clint ist Bewährungshelfer einiger schwieriger Jugendlichen. Wer zu ihm gelangt, gilt als hoffnungsloser Fall. Umso mehr freut er sich, als Ty sich zum Guten wendet und sogar studieren will, dies nutzt er als Vorwand, um einige der Kids ab und an auf Heartland zu lassen. Wie zum Beispiel als er mit Tara und Badger ein Wochenende auf der Ferienranch verbringt oder Badger einen Ferienjob auf Heartland bekommt.
Nick Harwell
Nick ist einer der berühmtesten Springreiter in der Gegend, Amy kümmert sich um eines seiner Pferde und die beiden begegnen sich immer wieder. Er scheint sich außerdem ziemlich gut mit Lou zu verstehen.
Maggie Duval
Maggie ist Inhaberin von „Maggie’s Diner“ und eine Freundin der Familie Bartlett, sie hält nicht viel von den Tratschtanten der Stadt und organisiert sogar den Neubau des Stalles, nachdem der alte verbrannte.
Marnie Gordon
Marnie ist eine von Lous Freundinnen, die sie sogar aus ihrer Kindheit noch kennt. Sie leitet ein Catering Unternehmen und hilft ihrer Freundin Lou oft aus der Patsche, allerdings ist sie auch relativ schnell von ihr genervt. Sie hat ihren Highschool Freund Jerry Gordon geheiratet, der Hochzeitsfotograf ist, und mit ihm zwei Kinder bekommen.
Ben Stillman
Ben ist Lisas Neffe und zu ihr gezogen, nachdem seine Eltern sich getrennt hatten. Eine Zeit lang lebte er auf Heartland, allerdings steht sein hartes Einprügeln auf sein Pferd Red im krassen Gegensatz zu Amys Methoden. Später zieht er nach Briar Ridge, um mit Ashley zusammen zu sein, dann geht er aber aufs College.
Mrs Sally Bell
Mrs Bell lebt nach dem Tod ihres Mannes alleine in einem kleinen Haus. Nur ihr Pony Sugarfoot, ein kleines verzogenes Shetlandpony, hilft ihr im Alltag. Sie baut in ihrem Garten Kräuter an, die Amy und ihre Mutter sehr zu schätzen wissen, um kranke Pferde zu heilen. Ab und An hört sie nichts mehr und scheint immer wieder vorübergehend taub zu sein.
Jake Anderson
Jake lernt Mallory nach einem Turnier von Amy kennen. Er ist ein wahrer Gentleman und hat sich Hals über Kopf in Mallory verliebt. Nachdem er denkt, dass sie nichts von ihm will, versucht er sich mit anderen Mädchen wie Chelsea oder Jamie abzulenken, auch wenn sein Herz immer noch an Mallory hängt. Mallory folgt ihm schließlich nach Paris.
Catherine Kit Bailey
Kit ist eine Barrel Racerin und gewinnt eine Schnalle nach der anderen, auch wenn ihre Methoden härter sind als Amys, liebt sie ihre Stute Daisy. Mit Amy hegt sie eine ständige Streiterei, weil Kit mit Ty zusammen war.
Badger
Badger ist einer von Clints Fällen. Am Anfang redet er nicht, aber dann spricht er sich mit Tara aus, sodass sie einige Zeit ein Paar sind. Auf einmal taucht Badger dann aber wieder auf, weil er abgehauen ist, auch mit Tara ist er schon lange nicht mehr zusammen. Bei Mallory ist es dann „Liebe auf den zweiten Blick“ und die beiden fangen eine Beziehung an, als sie ein Bild von ihm sieht, auf dem er sie gemalt hat.
Victor Whitetail
Victor ist indianischer Abstammung und ein Pferdetrainer mit sehr sanften Methoden. Als Amy ein Problem mit Spartan zu haben scheint, besucht sie ihn sowie ihre Mutter einmal. Victor entpuppt sich als wahrer Freund für Amy und meldet sie sogar zum Ring of Fire an, einen Wettbewerb, an dem man an 3 Tagen jeweils 1 Stunde Zeit hat einen fast wilden Junghengst zu zähmen.
Chase Powers
Chase ist ein Showman und Pferdetrainer, der sehr harte Methoden hat, die eher an eine ständige Show erinnern. Er kommt mit Soraya zusammen, obwohl er sich immer wieder an Amy ranmacht. Schließlich heiratet er eine Frau, die er auf seiner Tournee kennengelernt hat, und wird Vater.
Jesse Stanton
Jesse ist Ashleys Bruder und zu Beginn mit Amy zusammen. Nach einer Party wird er, nachdem er Amy bedrängt hat, von Ty verprügelt und die Beziehung endet. Jahre später kommt er wieder und führt die Ranch seiner Familie, da seine Mutter schwer erkrankt ist. Mit Caleb führt er eine Partnerschaft im Pferdegeschäft. Als er dahinterkommt, dass dieser mit seiner Freundin ein Verhältnis hat, führt er einen Rachefeldzug gegen Caleb und Ty. Schließlich offenbart er sein Vorhaben Ty, und dieser verprügelt ihn schwer. Deshalb erstattet Jesse Anzeige und Ty landet wegen Körperverletzung im Gefängnis, ihm drohen mehrere Jahre Haft. Amy will sein Angebot, für ihn zu arbeiten, annehmen, wenn er die Anzeige gegen Ty zurücknimmt, er geht aber nicht darauf ein. Er erklärt Amy, dass sie lieber ihn anstatt einen Niemand wie Ty heiraten sollte und dass sie zusammen etwas sein würden.

## Besetzung und Synchronisation
Die deutsche Synchronisation der ersten sieben Staffeln entstand unter der Dialogregie von Heinz Burghardt durch die Synchronfirma Berliner Synchron AG in Berlin. Ab der 8. Staffel wurde die Synchronisation von der DMT Digital Media Technologies GmbH in Hamburg (Regie: Detlef Klein/Martin Brücker) übernommen. Die Synchronsprecher blieben überwiegend unverändert, einen Wechsel gab es bei den Rollen von Tim Fleming, Lisa Stillman, Scott Cardinal, Peter Morris und Val Stanton. Am 4. November 2022 verstarb Jan Spitzer,  die Synchronstimme für Jack Bartlett, so dass dieser ab Staffel 14 eine neue Stimme erhielt.

### Hauptdarsteller
| Rolle                                           | Schauspieler     | Synchronsprecher                                 | Hauptrolle (Episoden) | Nebenrolle (Episoden) |
| ----------------------------------------------- | ---------------- | ------------------------------------------------ | --------------------- | --------------------- |
| Amy Fleming Borden                              | Amber Marshall   | Jill Schulz                                      | 1.01–                 |                       |
| Samantha Louise „Lou“ Fleming Morris            | Michelle Morgan  | Melanie Hinze                                    | 1.01–                 |                       |
| Jackson „Jack“ Bartlett                         | Shaun Johnston   | Jan Spitzer, ab Staffel 14 Lutz Riedel           | 1.01–                 |                       |
| Ty Borden                                       | Graham Wardle    | Tommy Morgenstern                                | 1.01–14.03            |                       |
| Mallory Wells                                   | Jessica Amlee    | Laura Elßel                                      | 1.01–7.04             | 10.13–10.14           |
| Tim Fleming                                     | Chris Potter     | Wolfgang Wagner, ab Staffel 8 Achim Buch         | 1.01–                 |                       |
| Scott Cardinal                                  | Nathaniel Arcand | Christoph Banken, ab Staffel 8 Patrick Bach      | 1.01–11.13            |                       |
| Ashley Stanton                                  | Cindy Busby      | Josephine Schmidt                                | 1.01–4.18             | 7.09–7.10             |
| Lisa Stillman                                   | Jessica Steen    | Heike Schroetter, ab Staffel 8 Anne Moll         | 1.01–                 |                       |
| Soraya Duval                                    | Greta Onieogou   | Marie-Luise Schramm                              | 1.01–5.12             | 8.18                  |
| Val Stanton                                     | Wanda Cannon     | Katarina Tomaschewsky, ab Staffel 8 Dagmar Dreke | 1.01–11.18            |                       |
| Caleb O’Dell                                    | Kerry James      | Julien Haggége                                   | 2.01–                 |                       |
| Peter Walter Morris                             | Gabriel Hogan    | Viktor Neumann, ab Staffel 8 Nicolas König       | 2.13–                 |                       |
| Georgina „Georgie“ Fleming Morris, geb. Crawley | Alisha Newton    | Celina Gaschina                                  | 6.01–                 |                       |

### Nebendarsteller
| Rolle                   | Schauspieler     | Synchronsprecher     | Nebenrolle (Episoden) |
| ----------------------- | ---------------- | -------------------- | --------------------- |
| Clint Riley             | Greg Lawson      | Lutz Schnell         | 1.01–                 |
| Nick Harwell            | Stephen Amell    | Nico Mamone          | 1.02–4.02             |
| Maggie Duval            | Suzanne Coy      |                      | 1.02–2.13             |
| Marnie Gordon           | Meredith Bailey  | Nadine Warmuth       | 1.03–11.13            |
| Ben Stillman            | Beau Mirchoff    |                      | 1.04–1.13             |
| Sally Bell              | Anna Ferguson    | Luise Lunow          | 1.07–8.18             |
| Jake Anderson           | Jake Church      | Sebastian Kluckert   | 1.13–7.04             |
| Catherine Kit Bailey    | Tatiana Maslany  | Julia Meynen         | 2.05–4.07             |
| Badger                  | Jack Knight      | Benjamin Nico Sablik | 2.14–4.08             |
| Victor Whitetail        | Ben Cardinal     |                      | 2.17–3.17             |
| Chase Powers            | Torrance Coombs  | Felix von Jascheroff | 3.17–6.07             |
| Janice Wayne            | Miranda Frigon   | Dascha Lehmann       | 4.02-                 |
| Jamie Lewis             | Siobhan Williams | Lucia Xu             | 3.11–4.08             |
| Marion Bartlett Fleming | Lisa Langlois    |                      | 1.01                  |

## Ausstrahlung im deutschsprachigen Raum
Im deutschsprachigen Raum wurden die ersten zwei Staffeln der Serie auf dem Pay-TV-Sender RTL Passion im wöchentlichen Rhythmus vom 6. Februar bis zum 4. September 2009 gezeigt, die dritte Staffel begann am 9. Juli und lief bis zum 9. November 2010. Im Free-TV wurde sie erstmals auf dem österreichischen Sender ORF 1 ausgestrahlt. Seit dem 27. November 2012 wird die 5. Staffel auf ORF 1 ausgestrahlt.
Nach langer Ankündigung begann VOX letztendlich ab dem 26. September 2011 werktags um 10 Uhr die ersten drei Staffeln im Rahmen eines „Pferde-Vormittags-Programm“ zu zeigen. Im direkten Anschluss folgte ab dem 7. Dezember 2011 die vierte Staffel in deutscher Erstausstrahlung. Aktuell läuft die Serie beim Free TV-Sender Bibel TV.

## DVD-Veröffentlichung
Vereinigte Staaten
- Staffel 1 erschien am 20. April 2010
- Staffel 2 erschien am 4. Mai 2010
- Staffel 3 erschien am 22. März 2011
- Staffel 4 erschien am 1. November 2011
- Staffel 5 erschien am 19. September 2012

Großbritannien
- Staffel 1 erschien am 26. Oktober 2010
- Staffel 2 erschien am 27. Juni 2011
- Staffel 3 erschien am 13. Februar 2012
- Staffel 4 erschien am 27. Februar 2012
- Staffel 5 erschien am 19. November 2012
- Staffel 6 erschien am 12. August 2013

Deutschland
- Staffel 1 erschien am 11. November 2011
- Staffel 2.1 erschien am 23. März 2012
- Staffel 2.2 erschien am 23. März 2012
- Staffel 3.1 erschien am 8. Juni 2012
- Staffel 3.2 erschien am 8. Juni 2012
- Staffel 4.1 erschien am 7. September 2012
- Staffel 4.2 erschien am 7. September 2012
- Staffel 5.1 erschien am 14. Dezember 2012
- Staffel 5.2 erschien am 14. Dezember 2012
- Staffel 6.1 erschien am 4. Oktober 2013
- Staffel 6.2 erschien am 4. Oktober 2013
- Staffel 7.1 erschien am 15. Januar 2015
- Staffel 7.2 erschien am 15. Januar 2015
- Staffel 8.1 erschien am 26. September 2019
- Staffel 8.2 erschien am 26. September 2019
- Staffel 9.1 erschien am 18. November 2019
- Staffel 9.2 erschien am 18. November 2019
- Staffel 10.1 erschien am 1. Februar 2020
- Staffel 10.2 erschien am 1. Februar 2020
- Staffel 11.1 erschien am 1. Mai 2020
- Staffel 11.2 erschien am 1. Mai 2020
- Staffel 12 erschien am 1. September 2020
- Staffel 13 erschien am 22. April 2021

## Drehorte
Die Serie wird hauptsächlich in den Orten Calgary, Millarville und High River in Alberta, Kanada produziert.
Die Ranch befindet sich in Millarville, Alberta, Kanada. Sie ist ein privates Grundstück. Das Ranch-Haus, in dem die Familie in der Serie lebt, dient lediglich als Außenkulisse. Innenaufnahmen des Hauses finden im Studio statt. Ebenso die Scheune; eine echte auf der Ranch und ein Nachbau im Studiogelände. Je nachdem, was drehtechnisch geeigneter ist, wird die eine oder andere als Drehort verwendet.
Für die fiktive Stadt „Hudson“ dient der Ort High River als Drehort, wo auch „Maggie’s Diner“ zu finden ist. Allerdings ist das kein reguläres Restaurant, sondern dient lediglich als Filmset, und zwar sowohl für die Innen- wie auch Außenaufnahmen. Das Diner ist voll ausgestattet wie ein richtiges Restaurant. Das Gebäude kann von außen besichtigt werden und ist ein begehrtes Objekt, vor dem sich Fans gerne fotografieren lassen.